# Wijtiwka
Wijtiwka (ukrainisch Війтівка; russisch Войтовка Woitowka) ist ein Dorf im Südosten der ukrainischen Oblast Winnyzja mit etwa 4400 Einwohnern (2001).

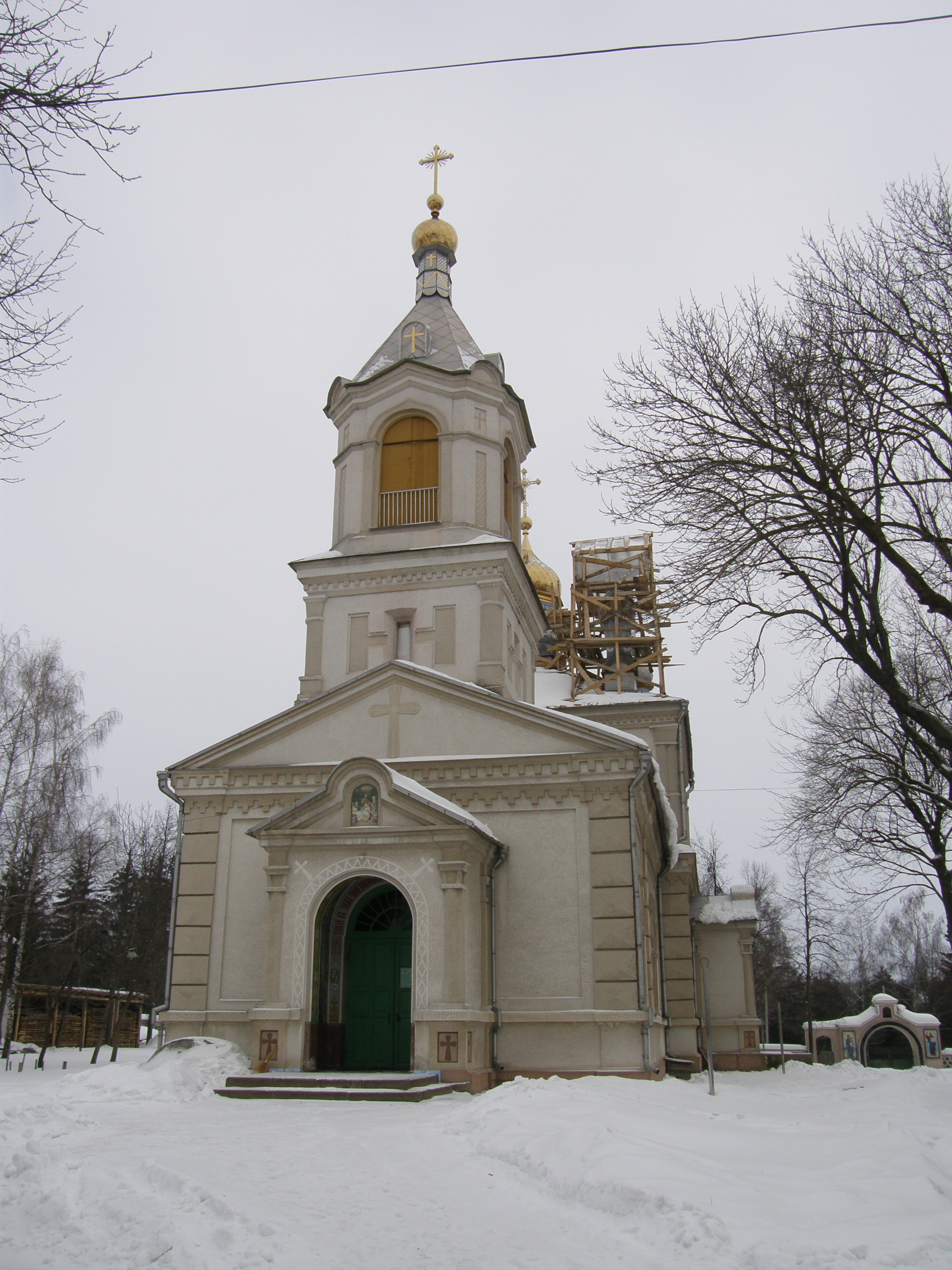
Kirche im Dorf

Das erstmals 1625 schriftlich erwähnte Dorf hieß zwischen 1946 und 1996 Tschapajewka (Чапаєвка) und liegt in der historischen Land Podolien.
Die Ortschaft liegt am Ufer der 10 km langen Wijtowotschka (Війтовочка), auch Murawka (Муравка) genannt, die über die Dochna (Дохна) dem Südlichen Bug zufließt.
Das ehemalige Rajonzentrum Berschad befindet sich 8 km südlich und das Oblastzentrum Winnyzja etwa 150 km nordwestlich von Wijtiwka. Durch das Dorf verläuft die Regionalstraße P–54.
Am 12. Juni 2020 wurde das Dorf ein Teil der neugegründeten Stadtgemeinde Berschad, bis dahin bildete es die gleichnamige Landratsgemeinde Wijtiwka (Війтівська сільська рада/Wijtiwska silska rada) im Westen des Rajons Berschad.
Am 17. Juli 2020 kam es im Zuge einer großen Rajonsreform zum Anschluss des Rajonsgebietes an den Rajon Hajssyn.